# Adam Kubiś
Adam Kubiś (ur. 15 listopada 1928 w Bukowie zm. 21 grudnia 2024 w Krakowie) − polski ksiądz katolicki, profesor nauk teologicznych, protonotariusz apostolski (infułat), rektor Papieskiej Akademii Teologicznej w Krakowie w latach 1992–1998.

## Życiorys
Urodził się jako syn Jakuba, rolnika i Zofii z domu Ożóg. W 1943 roku ukończył Szkołę Podstawową w Skawinie. W 1947 zdał maturę w Liceum Ogólnokształcącym im. Jana Kochanowskiego w Krakowie. Studiował matematykę na Uniwersyteckie Jagiellońskim w Krakowie (1947-1948), której nie skończył ponieważ wstąpił do Wyższego Seminarium Duchownego Archidiecezji Krakowskiej i rozpoczął studia na Wydziale Teologicznym UJ. 28 czerwca 1953 otrzymał święcenia kapłańskie z rąk biskupa Franciszka Jopa w królewskiej katedrze na Wawelu. Następnie był wikariuszem w parafiach: Trzemeśnia, Wadowice i Oświęcim.
Przez rok pełnił funkcję prefekta w Wyższym Seminarium Duchownym Archidiecezji Krakowskiej. W 1967 uzyskał stopień naukowy doktora na Uniwersytecie Gregoriańskim w Rzymie. Jego praca doktorska zyskała międzynarodowy rozgłos. Kolejny rok spędził na stypendium habilitacyjnym na Uniwersytecie Lowańskim w Belgii. Po powrocie do Polski przez kolejny rok był prefektem w seminarium. W latach 1968−1999 nieprzerwanie pracował w Papieskiej Akademii Teologicznej w Krakowie. W 1978 uzyskał habilitację. W 1979 został kanonikiem gremialnym Kapituły Metropolitalnej w Krakowie. W 1986 otrzymał tytuł profesora nadzwyczajnego.
Za swoją pracę otrzymał wiele nagród m.in. nagrodę naukową im. Włodzimierza Pietrzaka i medal Bene Merenti im. św. Jadwigi Królowej. Przyczynił się do odzyskania wielu budynków kościelnych przy ul. Kanoniczej oraz rękopisów i dzieł. W 1996 Jan Paweł II mianował go prałatem honorowym. Przez wiele lat był bliskim współpracownikiem metropolitów krakowskich kard. Karola Wojtyły i kard. Franciszka Macharskiego.
Prowadził procesy beatyfikacyjne św. Urszuli Ledóchowskiej i bł. Jana Beyzyma. W 1998 otrzymał doktorat honoris causa Wydziału Teologicznego Uniwersytetu Ruhry w Bochum.
Jego dorobek naukowy liczy ponad 300 tytułów. Był inicjatorem założenia wydawnictwa "Analecta Cracoviensia". Wykształcił i wychował wiele pokoleń naukowców i księży. Przyczynił się do rozwoju materialnego i naukowego Papieskiej Akademii Teologicznej w Krakowie.
W 2007 wyniesiony przez Stolicę Apostolską do godności infułata.
W listopadzie 2020 roku ks. prof. Adam Kubiś w swoją 92. rocznicę urodzin otrzymał złoty medal św. Jana Pawła II za zasługi dla Archidiecezji Krakowskiej.